# Irland i olympiska sommarspelen 2000
Irland deltog i de olympiska sommarspelen 2000 med en trupp bestående av 64 deltagare, 40 män och 24 kvinnor, och de tog totalt en medalj.

## Medaljer

### Silver
- Sonia O'Sullivan - Friidrott, 5 000 m

## Badminton
Damsingel
- Sonya McGinn
  - 32-delsfinal: Bye
  - Sextondelsfinal: Förlorade mot Mia Audina Tjiptawan från Nederländerna (→ gick inte vidare)

## Boxning
Lätt mellanvikt
- Michael Roche
  - Omgång 1 — Förlorade mot Firat Karagollu från Turkiet (→ gick inte vidare)

## Cykling

### Mountainbike
Herrarnas terränglopp
- Robin Seymour
  - Final — 2:20:40.19 (→ 28:e plats)

Damernas terränglopp
- Tarja Owens
  - Final — Lapped (→ 29:e plats)

### Landsväg
Herrarnas linjelopp
- David McCann
  - Final — 5:30:46 (→ 43:e plats)

- Ciarán Power
  - Final — 5:34:58 (→ 74:e plats)

Damernas linjelopp
- Deirdre Murphy
  - Final – DNF (→ ingen placering)

## Friidrott
Herrarnas 100 meter
- Paul Brizzell
  - Omgång 1 — 10.62 (→ gick inte vidare)

Herrarnas 200 meter
- Paul Brizzell
  - Omgång 1 — 20.98 (→ gick inte vidare)

Herrarnas 400 meter
- Tomas Coman
  - Omgång 1 — 46.17 (→ gick inte vidare)

Herrarnas 800 meter
- David Matthews
  - Omgång 1 — 01:48.77 (→ gick inte vidare)

Herrarnas 1 500 meter
- James Nolan
  - Omgång 1 — 03:40.50 (→ gick inte vidare)

Herrarnas 5 000 meter
- Mark Carroll
  - Omgång 1 — 13:30.60 (→ gick inte vidare)

Herrarnas 110 meter häck
- Peter Coghlan
  - Omgång 1 — 14.03
  - Omgång 2 — 13.86 (→ gick inte vidare)

Herrarnas 400 meter häck
- Tom McGuirk
  - Omgång 1 — 51.73 (→ gick inte vidare)

Herrarnas 4 x 100 meter stafett
- Paul Brizzell, Tom Comyns, John McAdorey, Gary Ryan
  - Omgång 1 — 39.26 (→ gick inte vidare)

Herrarnas 4 x 400 meter stafett
- Tomas Coman, Robert Daly, Paul "Junior" McKee, Paul Oppermann
  - Omgång 1 — 03:07.42 (→ gick inte vidare)

Herrarnas höjdhopp
- Brendan Reilly
  - Kval — 2.20 (→ gick inte vidare)

Herrarnas diskuskastning
- Nick Sweeney
  - Kval — 57.37 (→ gick inte vidare)

- John Menton
  - Kval — 54.21 (→ gick inte vidare)

Herrarnas spjutkastning
- Terry McHugh
  - Kval — 79.90 (→ gick inte vidare)

Herrarnas släggkastning
- Paddy McGrath
  - Kval — 67.00 (→ gick inte vidare)

Herrarnas 20 kilometer gång
- Robert Heffernan
  - Final — 1:26:04 (→ 28:e plats)

Herrarnas 50 kilometer gång
- Jamie Costin
  - Final — 4:24:22 (→ 38:e plats)

Damernas 100 meter
- Sarah Reilly
  - Omgång 1 — 11.56
  - Omgång 2 — 11.53 (→ gick inte vidare)

Damernas 200 meter
- Sarah Reilly
  - Omgång 1 — 23.43 (→ gick inte vidare)

Damernas 400 meter
- Karen Shinkins
  - Omgång 1 — 53.27 (→ gick inte vidare)

Damernas 1 500 meter
- Sinead Delahunty
  - Omgång 1 — 04:11.75 (→ gick inte vidare)

Damernas 5 000 meter
- Sonia O'Sullivan
  - Omgång 1 — 15:07.91
  - Final — 14:41.02 (→  Silver)

- Rosemary Ryan
  - Omgång 1 — 15:33.05 (→ gick inte vidare)

- Breda Dennehy-Willis
  - Omgång 1 — 15:49.58 (→ gick inte vidare)

Damernas 10 000 meter
- Sonia O'Sullivan
  - Omgång 1 — 32:29.93
  - Final — 30:53.37 (→ 6:e plats)

- Breda Dennehy-Willis
  - Omgång 1 — 33:17.45 (→ gick inte vidare)

Damernas 400 meter häck
- Susan Smith-Walsh
  - Omgång 1 — 57.08 (→ gick inte vidare)

Damernas 4 x 400 meter stafett
- Emily Maher, Martina McCarthy, Ciara Sheehy, Karen Shinkins
  - Omgång 1 — 03:32.24 (→ gick inte vidare)

Damernas 20 kilometer gång
- Gillian O'Sullivan
  - Final — 1:33:10 (→ 10:e plats)

- Olive Loughnane
  - Final — 1:38:23 (→ 35:e plats)

## Kanotsport
Sprint
Herrar
Herrarnas K-1 500 m
- Gary Mawer
  - Kvalheat — 01:49.705 (→ gick inte vidare)

Herrarnas K-1 1000 m
- Gary Mawer
  - Kvalheat — 03:45.787
  - Semifinal — 03:50.363 (→ gick inte vidare)

Slalom
Herrar
Herrarnas K-1 slalom
- Ian Wiley
  - Kval — 266.42 (→ gick inte vidare)

Damer
Damernas K-1 slalom
- Eadaoin Ní Challarain
  - Kval — 331.49 (→ gick inte vidare)

## Segling
Finnjolle
- David Burrows
  - Lopp 1 — 9
  - Lopp 2 — (16)
  - Lopp 3 — 7
  - Lopp 4 — 15
  - Lopp 5 — (19)
  - Lopp 6 — 1
  - Lopp 7 — 10
  - Lopp 8 — 1
  - Lopp 9 — 6
  - Lopp 10 — 12
  - Lopp 11 — 8
  - Final — 69 (→ 9:e plats)

Starbåt
- Mark Mansfield och David O'Brien
  - Lopp 1 — (15)
  - Lopp 2 — 12
  - Lopp 3 — 12
  - Lopp 4 — 10
  - Lopp 5 — 7
  - Lopp 6 — 9
  - Lopp 7 — 13
  - Lopp 8 — 3
  - Lopp 9 — 11
  - Lopp 10 — 13
  - Lopp 11 — (17) OCS
  - Final — 90 (→ 14:e plats)

Europajolle
- Maria Coleman
  - Lopp 1 — 11
  - Lopp 2 — 5
  - Lopp 3 — 3
  - Lopp 4 — 15
  - Lopp 5 — (17)
  - Lopp 6 — 7
  - Lopp 7 — 11
  - Lopp 8 — (17)
  - Lopp 9 — 9
  - Lopp 10 — 14
  - Lopp 11 — 11
  - Final — 86 (→ 12:e plats)